# Образовање у Русији
У Русији, држава пружа већину образовних услуга које регулишу образовање преко Министарства просвете и Министарства науке и високог образовања. Регионалне власти регулишу образовање у оквиру својих надлежности у оквиру преовлађујућих савезних закона. Расходи Русије за образовање порасли су са 2,7% БДП -а у 2005. на 4,7% у 2018. години, али су и даље испод просека ОЕЦД- а од 4,9%.
Пре 1990. године школски курс у Совјетском Савезу трајао је 10 година, али је крајем 1990. године званично почео 11-годишњи курс. Образовање у државним средњим школама је бесплатно; прво терцијарно (универзитетско) образовање је бесплатно уз резерве: значајан број студената се уписује уз пуну плату. Студенти и студентице имају једнак удео у свим фазама образовања, осим у терцијарном образовању где жене воде са 57%.
Процена Централне обавештајне агенције Сједињених Држава из 2015. наводи да је стопа писмености у Русији 99,7% (99,7% за мушкарце, 99,6% за жене). Према процени ОЕЦД- а из 2016. године, 54% одраслих у Русији (од 25 до 64 године) је стекло терцијарно образовање, што Русији даје други највиши степен високог образовања међу 35 земаља чланица ОЕЦД-а. 47,7% има завршено средње образовање (пуни 11-годишњи курс); 26,5% има завршену средњу школу (9 година), а 8,1% основно образовање (најмање 4 године). Највеће стопе високог образовања (24,7%) забележене су код жена старости од 35 до 39 година (у поређењу са 19,5% код мушкараца истог старосног разреда).
У поређењу са другим земљама ОЕЦД-а, Русија има близу просечне величине разреда и неке од најкраћих часова наставе годишње.
У 2014. Пирсон/ Economist Intelligence Unit оценио је руско образовање као 8. најбоље у Европи и 13. најбоље у свету; Руско образовање је оцењено као 21. највише на свету, а когнитивне вештине ученика као 9. највише.
У 2015. ОЕЦД је рангирао математичке и природне вештине руских ученика на 34. месту у свету, између Шведске и Исланда.
У 2016. америчка компанија Блумберг оценила је руско високо образовање као треће најбоље на свету, мерећи проценат дипломираних средњошколаца који настављају да похађају колеџ, годишњи дипломирани научник и инжењеринг као проценат свих дипломираних колеџа, и науку и дипломирани инжењери као проценат радне снаге.
Русија је 2014. године рангирана као 6. најпопуларнија дестинација за међународне студенте.
Иницијатива за мерење људских права сматра да Русија испуњава 86,8% онога што би требало да испуни за право на образовање, на основу свог нивоа прихода.

## Нивои образовања
Према закону, образовни систем Русије укључује 2 врсте образовања : опште и стручно.
Опште образовање има следеће нивое:
- Предшколско образовање (ниво 0 према ИСЦЕД)
- Основно опште образовање (ниво 1 према ИСЦЕД) – трајање студија је 4 године
- Основно опште образовање (ниво 2 према ИСЦЕД) – трајање студија је 5 година
- Средње опште образовање (3. ниво према ИСЦЕД) – трајање студија је 2 године

Осим тога, постоји и додатно опште образовање (школске студијске групе и клубови).
Стручно образовање има следеће нивое:
- Обука за занимања – доступна је на основу основног општег образовања ; трајање студија зависи од професије, по правилу не прелази неколико месеци
- Стручно образовање – доступно је на основу основног општег образовања или средњег општег образовања ; трајање студија је 3 године (на основу средњег општег образовања) или 4 године (на основу основног општег образовања ; у овом случају програм обухвата средње опште образовање)
- Више образовање :
  - Диплома – добија се на основу средњег општег образовања ; трајање студија је 4 године
  - Специјалистички степен – доступан је на основу средњег општег образовања и само за одређене медицинске и инжењерске специјалности; трајање студија је од 5 до 6 година у зависности од конкретног академског смера
  - Мастер степен – доступан је особама које имају било коју академску диплому ; трајање студија је 2 године
- Постдипломско образовање ( дипломски студиј, специјализација из медицине, асистент у области уметности, адјунктура из области војних наука) – омогућено је лицима која имају специјалистичке или магистратурне студије ; трајање студија је од 2 до 4 године у зависности од наставне дисциплине

Осим тога, постоји и додатно стручно образовање. Доступан је за дипломце институција стручног или високог образовања.

## Предшколска и основна школа
Према попису из 2002. године, 68% деце (78% градске и 47% сеоске) узраста од 5 година било је уписано у вртиће. Према подацима Унеска, упис у било коју врсту предшколског програма је порастао са 67% у 1999. на 84% у 2005.
Обданишта, за разлику од школа, регулишу регионалне и локалне власти. Министарство просвете и науке регулише само кратак програм припреме за предшколску децу од 5 до 6 година. Влада је 2004. године покушала да наплати пуну цену вртића родитељима; широко распрострањено противљење јавности изазвало је преокрет политике. Тренутно, локалне власти могу законски наплатити родитељима највише 20% трошкова. Близанци, деца студената, избеглице, чернобилски ветерани и друге заштићене друштвене групе имају право на бесплатну службу.
У 2019. години предшколско (или обданиште) почиње у узрасту од два месеца до шест година.
Совјетски систем је обезбедио скоро универзалну примарну (јаслице, узраста од 1 до 3 године) и вртиће (старости од 3 до 7 година) у урбаним срединама, ослобађајући запослене мајке од дневних потреба за бригом о деци. До осамдесетих година 20. века било је 88.000 предшколских установа; како се оптерећење у средњем образовању повећавало и прелазило са десетогодишњег на једанаестогодишњи, програми вртића су се померили са обуке основних друштвених вештина, односно физичких способности, на припрему за улазак у школу. Након распада Совјетског Савеза број се смањио на 46.000; зграде вртића су продате као непокретности, неповратно обновљене и преуређене за канцеларијску употребу. Истовремено, мањински удео успешних вртића у државном власништву, који се сматра вертикалним подизањем квалитетног школовања, цветао је током 1990-их. Приватни вртићи, иако веома тражени, нису остварили значајан удео због административних притисака; удео деце уписане у приватне вртиће опао је са 7% у 1999. години на 1% у 2005.
Побољшање економије након кризе 1998. године, заједно са историјским демографским врхунцем, резултирало је повећањем наталитета, први пут забележеним 2005. Велики градови су се суочили са недостатком слободних места у вртићима раније, 2002. године. На листи чекања московског вртића било је 15.000 деце; у много мањем граду Томску (488.000 становника) достигао је 12.000. Град Москва је основао специјализоване комисије за вртиће које имају задатак да пронађу празна места за децу; родитељи потписују своју децу на листу чекања чим се роде. Степен проблема варира између округа, нпр. московски округ Фили-Давидково (78.000 становника) је изгубио све своје вртиће (становници морају да се такмиче за места у вртићима негде другде), док Зеленоград тврди да има кратак ред. Независни аутори тврде да се мито или „донације“ за упис у вртиће по висини надмећу са уписима на факултет док власти оповргавају оптужбе.
Број руске деце уписане у предшколске установе достигао је 7,44 милиона у 2020. години, што је смањење у односу на претходну годину. Стопа наталитета је забележила пад од 2020, након раста крајем 2000-их и почетком 2010-их.

## Средња школа

### Општи оквир
У школској 2007–2008. било је 59.260 општеобразовних школа, што је повећање у односу на 58.503 у претходној години. Међутим, пре 2005–2006, број школа се стално смањивао са 65.899 у периоду 2000–2001. Број 2007–2008 укључује 4.965 школа за напредно учење специјализованих за стране језике, математику итд.; 2.347 напредних школа опште намене, и 1.884 школе за све категорије деце са инвалидитетом; не обухвата стручну техничку школу и технике. Приватне школе су чиниле 0,3% уписаних у основну школу 2005. и 0,5% у 2005.
Према извештају УНЕСЦО- а из 2005. године, 96% одрасле популације има завршену нижу средњу школу, а већина њих има и више средње образовање.
Деветогодишње средње образовање у Русији је обавезно од 1. септембра 2007. До 2007. био је ограничен на девет година са изборним разредима 10-11; федерални субјекти Русије могли би да спроведу виши обавезни стандард кроз локално законодавство у оквиру једанаестогодишњег федералног програма. Москва је увела обавезно једанаестогодишње образовање 2005. године, сличан закон постојао је у Алтајском крају, Сахи и Тјуменској области. Ученик од 15 до 18 година може да напусти школу уз одобрење родитеља и органа локалне самоуправе, а без њиховог пристанка када наврши 18 година. Искључење из школе због вишеструких прекршаја који ремете школски живот могуће је почев од 15. године.
Једанаестогодишњи школски рок је подељен на основну (1–4. разред), средњу (5–9. разред) и старије (10–11. године) разреде. Апсолутна већина деце похађа школе по пуном програму са једанаестогодишњим образовањем; школе ограничене на основну или основну и средњу класу обично постоје у руралним подручјима. Од свих 59.260 школа у Русији, 36.248 пружа комплетан једанаестогодишњи програм, 10.833 нуди деветогодишње „основно“ (основно и средње) образовање, а 10.198 нуди само основно образовање. Њихов број је несразмерно велики у поређењу са њиховим уделом ученика због мање величине одељења у сеоским школама. У областима у којима су капацитети школа недовољни да предају све ученике по нормалном распореду, од јутра до поподнева, власти прибегавају школама у две смене, где две групе ученика (јутарња смена и вечерња смена) деле исту установу. Било је 13.100 двосменских и 75 тросменских школа 2007–2008, у поређењу са 19.201 и 235 у 2000–2001.
Деца се примају у прву годину са 6 или 7 година, у зависности од индивидуалног развоја сваког детета. До 1990. године, почетни узраст је био седам година, а школовање је трајало десет година за студенте који су планирали да наставе са високим образовањем на универзитетима. Ученици који су планирали да наставе у техничке школе, то су чинили по правилу после 8. године. Прелазак са десетогодишњег на једанаестогодишњи мандат мотивисан је континуираним повећањем оптерећења у средњим и вишим годинама. Шездесетих година 20. века то је резултирало „конверзијом“ четврте године из основне у средњу школу. Смањење основног школовања довело је до већег диспаритета између деце која улазе у средњу школу; за надокнаду „нестале” четврте године основно школовање је продужено са „нултом годином” за шестогодишњаке. Овај потез остаје предмет контроверзи.
Деца основних разреда су обично одвојена од других одељења на свом спрату школске зграде. Предаје их, у идеалном случају, један наставник током све четири основне године (осим физичке обуке и, ако постоји, страних језика); 98,5% наставника у основним школама су жене. Њихов број се смањио са 349.000 у 1999. на 317.000 у 2005. Почевши од пете године, сваки академски предмет предаје посвећени предметни наставник (80,4% жена у 2004. години, повећање са 75,4% у 1991. години). Однос ученика и наставника (11:1) је на нивоу развијених европских земаља. Просечне месечне плате наставника у 2008. крећу се од 6.200 рубаља (200 америчких долара) у Мордовији до 21.000 рубаља (700 америчких долара) у Москви.
Школска година траје од 1. септембра до краја маја и подељена је на четири термина. Студијски програм у школама је фиксан; за разлику од неких западних земаља, школарци или њихови родитељи немају избора предмета студирања. Оптерећење разредом по ученику (638 сати годишње за деветогодишњаке, 893 за тринаестогодишњаке) је ниже него у Чилеу, Перуу или Тајланду, и нешто ниже него у већини држава Сједињених Држава, иако се службеним часовима често додају додатни часови. Ученици се оцењују на скали од 5 степени, која се у пракси креће од 2 („неприхватљиво“) до 5 („одлично“); 1 је ретко коришћен знак екстремног неуспеха. Наставници редовно деле ове оцене (тј. 4+, 5−) у свакодневној употреби, али резултати семестра и године се оцењује стриктно 2, 3, 4 или 5.
Неке средње школе спроводе, поред стандардног програма, и дубинско изучавање неких предмета (школе усмерене на математику, стране језике, уметност, војне предмете, итд.). Ове школе се сматрају престижнијим од уобичајених средњих школа.

### Могућност стручног оспособљавања
По завршетку деветогодишњег програма ученик има избор да заврши преостале две године у редовној школи или да се пребаци у специјализовану школу за стручно усавршавање. Историјски гледано, оне су биле подељене на ПТУ ниског престижа и боље цењене техничке и медицинске школе (на нивоу медицинских сестара); током 2000-их, многе такве институције, ако су оперативне, преименоване су у факултете . Они студентима дају квалификацију стручне вештине и сертификат средње школе који је еквивалентан 11-годишњем образовању у нормалној школи; програм се, због компоненте радне обуке, протеже на 3 године. У 2007–08. било је 2.800 таквих установа са 2.280.000 студената. Руске стручне школе, попут школа за техничку припрему у САД, испадају из ИСЦЕД класификације, па је број уписа који је пријавио УНЕСЦО мањи, 1,41 милион; разлика се приписује вишим разредима техничара који премашују стандард средњег образовања.
Сва сведочанства о средњем образовању (Матурити Цертифицате, рус. аттестат зрелости), без обзира на институцију која је издала, усклађени су са истим националним стандардом и сматрају се, барем по закону, потпуно еквивалентним. Држава прописује минималан (и скоро исцрпан) скуп студијских предмета који се морају појавити у сваком сертификату. У пракси, продужење рока студирања на три године у малој мери доводи у неповољнији положај мушке ученике стручних школа који намеравају да наставе: они достижу старосну доб за регрутацију пре дипломирања или одмах након ње, и обично морају да служе војску пре него што се пријаве на додипломске институције.
Иако сви ђаци мушког пола имају право да одложе регрутацију да би стекли високо образовање, они морају бити најмање пријављени за пријемне тестове на универзитет оног тренутка када добију обавештење о регрутацији од војске. Већина службеника војних комесаријата је прилично пажљива према потенцијалним регрутима по том питању и обично дају дипломцима довољно времена да одаберу универзитет и упишу се за пријем или се упишу на плаћеној основи упркос чињеници да пролећни период регрутовања још није завршен до време када већина студената дипломира. Свим тим људима може се законски наложити да се следећег дана након дипломирања појаве у регрутним центрима.
Мушкарци регрутног узраста који су одлучили да не наставе школовање у било којој фази обично добијају обавештење од војске у року од пола године након завршетка школовања, због периодичне природе периода регрутовања у руској војсци.

### Јединствени државни испити
Традиционално, универзитети и институти су спроводили сопствене пријемне тестове без обзира на школски досије кандидата. Није постојала јединствена мера способности дипломаца; оцене које су давале средње школе су перципиране као некомпатибилне због разлика у оценама између школа и региона. Министарство просвете је 2003. године покренуло програм Јединственог државног испита. Скуп стандардизованих тестова за матуранте, који се униформно издају широм земље и који су оцењени независно од ученика, сродних северноамеричком САТ-у, требало је да замени пријемне испите на државним универзитетима. Дакле, резоновали су реформатори, УСЕ ће оснажити талентоване дипломце са удаљених локација да се такмиче за упис на универзитете по свом избору истовремено елиминишући подмићивање у вези са пријемом, које се тада процењује на 1 милијарду америчких долара годишње. У 2003. години, 858 радника универзитета и факултета оптужено је за примање мита; „накнада“ за пријем у МГИМО је наводно достигла 30.000 америчких долара.
Директори универзитета, посебно ректор Московског државног универзитета Виктор Садовничиј, одупирали су се промени, тврдећи да њихове школе не могу да опстану а да апликантима не наплаћују сопствене препреке за улазак. Ипак, законодавци су донели УСЕ у фебруару 2007. У 2008. био је обавезан за студенте и факултативни за универзитете; потпуно је обавезан од 2009. године. Неколико високошколских установа и даље може да уведе сопствене пријемне тестове поред бодова за УСЕ; такви тестови морају бити унапред објављени.
Додељивање УСЕ оцена укључује две фазе. У овом систему, „основна оцена“ је збир бодова за обављене задатке, при чему сваки од задатака има максималан број бодова који му је додељен. Максимална укупна основну оцену разликује се од предмета, тако да се може добити, на пример, основну оцену 23 од 37 из математике и основну оцену 43 од 80 из француског. Основне оцене се затим конвертују у коначне или „тестне оцене“ помоћу софистицираног статистичког прорачуна, који узима у обзир дистрибуцију примарних оцена међу испитаницима. Овај систем је критикован због недостатка транспарентности.
Прва сесија УСЕ широм земље која је покривала све регионе Русије одржана је у лето 2008. 25,3% ученика је пало на испиту из књижевности, 23,5% из математике; највише оцене забележене су из француског, енглеског и друштвених наука. Двадесет хиљада ученика уложило је приговоре на своје оцене; трећина приговора је решена у корист ученика.

## Образовање за инвалиде

### Особе са физичким инвалидитетпм
Деца са физичким инвалидитетом, у зависности од природе и обима сметње и доступности локалних специјализованих установа, похађају или такве установе или посебна одељења у редовним школама. Од 2007. године било је 80 школа за слепе и слабовиду децу; њихов школски рок је продужен на 12 година, а одељења су ограничена на 9–12 ученика по наставнику. Образовање глувих врши 99 специјализованих вртића и 207 средњих интерната; деца која су рођена глува примају се у специјализоване вртиће што је раније могуће, идеално од 18 месеци старости; школују се одвојено од деце која су изгубила слух након стицања основних говорних вештина. Стручне школе за радно глуве особе без завршене средње школе постоје само у пет градова. Још једна широка мрежа специјалистичких установа брине о деци са сметњама у кретању. 60–70% све деце са церебралном парализом се школује преко овог канала. Деца се примају у специјализоване вртиће са три или четири године и распоређују се у уже специјализоване групе; специјализација се наставља током њиховог школског рока и може трајати до тринаест година. Систем, међутим, није спреман да прихвати децу која такође показују евидентне сметње у развоју ; немају другу опцију осим школовања код куће. Сви дипломци школа са инвалидитетом имају право на исти ниво сведочанстава о средњем образовању као и нормални дипломци.
Постоје 42 специјализована стручна (без диплома) колеџа за особе са инвалидитетом; најзначајније су Музичка школа за слепе у Курску и Медицинска школа за слепе у Кисловодску. Потпуно одвојено додипломско образовање пружају два колеџа: Институт уметности за инвалиде (упис 158 студената 2007. године) и Социјално хуманитарни институт (упис 250 студената), оба у Москви. Друге институције обезбеђују полу-сегрегирану обуку (специјализоване групе у нормалном факултетском окружењу) или проглашавају потпун приступ за особе са инвалидитетом својим редовним часовима. Московски државни технички универзитет Бауман и државни универзитет Чељабинск имају највећи број студената са инвалидитетом (по 170, 2007). Универзитет Бауман се фокусира на образовање глувих; у педагошки завод Херцен уписују различите групе тјелесног инвалидитета. Међутим, независне студије тврде да универзитети не успевају да интегришу особе са инвалидитетом у њихов академски и друштвени живот.

### Менталне неспособности
Процењује се да се 20% деце која напуштају вртић не прилагођавају захтевима основне школе и потребно им је специјално школовање. Деца са одложеним развојем која се могу вратити у нормалне школе и уче заједно са нормалном децом обучавају се у допунским одељењима у редовним школама. Систем има за циљ да припреми ову децу за нормалну школу што је раније могуће, затварајући (надокнађујући) јаз између њих и нормалних ученика. То је релативно нов развој који је почео 1970-их и добио национално одобрење 1990-их.
Трајне, али благе менталне сметње које онемогућавају заједничко образовање са нормалном децом у догледној будућности, али се не квалификују као умерене, тешке или тешке ретардације захтевају специјализовану корекцију (рус. коррекционные) интернати који се протежу од 8–9 до 18–21 године. Њихов задатак је да прилагоде човека животу у савременом друштву, а не накнадном образовању.
Деца са јачим облицима интелектуалне ометености су од 2008. године углавном искључена из образовног система. Неки се обучавају у оквиру тежих група инвалидитета поправних интерната и сиротишта, другима се помаже само кроз саветовање.

## Терцијарно (универзитетско) образовање
Према извештају УНЕСКО- а из 2005. године, више од половине одрасле популације Русије има високо образовање, што је двоструко више од просека ОЕЦД-а.
Од школске 2007–2008. године, Русија је имала 8,1 милион студената уписаних у све облике терцијарног образовања (укључујући војне и полицијске институције и постдипломске студије). Страни студенти су чинили 5,2% уписаних, од којих је половина била из других земаља ЗНД. 6,2 милиона студената било је уписано у 658 државних и 450 приватних цивилних универзитетских установа лиценцираних од стране Министарства просвете; укупан број факултета достигао је 625 хиљада у 2005.
Број државних институција је у сталном порасту са 514 у 1990. на 655 у 2002. и остаје скоро константан од 2002. године. Број приватних институција, који је први пут пријављен као 193 1995. године, наставља да расте. Тренд консолидације почео је 2006. године када су државни универзитети и колеџи из Ростова на Дону, Таганрога и других јужних градова спојени у Јужни федерални универзитет са седиштем у Ростову на Дону; сличан конгломерат је формиран у Краснојарску као Сибирски федерални универзитет ; трећи је настао у Владивостоку као Далекоисточни федерални универзитет. Московски државни универзитет и Државни универзитет у Санкт Петербургу стекли су статус федералног универзитета 2007. године без даљих организационих промена.
Андреј Фурсенко, министар образовања, води кампању за смањење броја институција како би се уклониле творнице диплома и факултети испод стандарда; у априлу 2008. његов став је одобрио председник Дмитриј Медведев : „Овај износ, око хиљаду универзитета и две хиљаде спиноффа, не постоји нигде другде у свету; можда је превелик чак и за Кину... последице су јасне: девалвација стандарда образовања“. Чак и присталице смањења, попут Јевгенија Јасина, признају да ће тај потез ојачати консолидацију академске заједнице у Москви, Санкт Петербургу и Новосибирску и опустошити провинције, остављајући федералне субјекте Русије без колеџа за обуку наставника у локалним школама. Поређења ради, Сједињене Америчке Државе имају укупно 4.495 институција за доделу диплома које испуњавају услове за титулу ИВ : 2.774 БА/БСц институције и 1.721 АА/АСц институције.
Финансијске и визне потешкоће су историјски отежавале стицање високог образовања у иностранству за младе одрасле особе у постсовјетској ери.

### Традиционални модел
За разлику од модела Сједињених Држава или Болоњског процеса, руско високо образовање традиционално није било подељено на додипломски (бацхелор) и постдипломски (мастер) ниво. Уместо тога, терцијарно образовање се одвијало у једној фази, обично пет или шест година, што је резултирало дипломом специјалисте. Специјалистичке дипломе су сматране једнаким западним МСц/МА квалификацијама. Дипломирани специјалиста није имала потребу за додатним академским квалификацијама да би наставио професионалну каријеру, са изузетком неких (али не свих) грана медицинских професија које су захтевале постдипломску специјализацију. Школовање на војном факултету трајало је четири године и рангирано је као еквивалент специјалистичкој дипломи.
Историјски гледано, цивилно терцијарно образовање било је подељено између мањине традиционалних универзитета са широким наставним планом и програмом и већег броја института за уску специјализацију (укључујући уметничке школе). Многи од ових института, као што су Московски институт за инжењерску физику и Институт за кинематографију Герасимова, концентрисани су првенствено у Москви и Санкт Петербургу. Институти чији су дипломци тражени широм Русије, као што су медицински и наставнички институти, равномерније су распоређени широм земље. Институти у географски специфичним областима ће тежити да буду смештени у областима које служе њиховим специјалностима. Рударско-металуршки институти налазе се на територијама богатим рудама, а поморски и рибарски институти у морским лукама.
Правно образовање у Русији постоји и у оквиру универзитета и као самостални правни институти као што је Универзитет академског права (рус. Академическиј правовој университет, АПУ) основан под окриљем Института за државу и право. Током 1990-их многи технички институти и нове приватне школе су основале своје правне одсеке; од 2008. године, правни факултети су обучили око 750 хиљада студената.
Током 1990-их институти су се обично преименовали у универзитете, задржавајући своју историјску уску специјализацију. У скорије време, један број ових нових приватних 'универзитета' је преименован назад у 'институте' како би одразио њихову ужу специјализацију. У овим институтима, специјализација студената у оквиру одабраног одељења била је фиксирана по пријему, а кретање између различитих токова унутар истог одељења било је тешко. Студијски програми су били (и још увек су) ригидно фиксирани за цео период студија; ученици имају мали избор у планирању свог академског напредовања. Мобилност између институција са компатибилним студијским програмима била је ретко дозвољена, обично због селидбе породице из града у град.

### Кретање ка Болоњском процесу
Русија је у процесу миграције са свог традиционалног модела терцијарног образовања, некомпатибилног са постојећим западним академским степеном, на структуру диплома у складу са моделом Болоњског процеса. (Русија је супотписала Болоњску декларацију 2003) У октобру 2007. Русија је донела закон који замењује традиционални петогодишњи модел образовања двостепеним приступом: четворогодишњим дипломираним студентима (рус. бакалавр) степен праћен двогодишњим мастер студијама (рус. магистр) степен.
Овај потез је критикован због свог чисто формалног приступа: уместо да преобликују свој наставни план и програм, универзитети би једноставно убацили БСц/БА акредитацију усред својих стандардних пет или шестогодишњих програма. Тржиште рада генерално није свесно промене и критичари предвиђају да самосталне дипломе БСц/БА неће бити признате као „право“ универзитетско образовање у догледној будућности, због чега је диплома непотребна и непожељна без даље специјализације. Институције као што су МФТИ или МИФИ деценијама су практиковале двослојну рашчлањивање својих специјалистичких програма и прешле на ознаке Болоњског процеса много пре закона из 2007. године, али апсолутна већина њихових студената заврши свих шест година наставног плана и програма магистара/мастера, у вези са БСц/БА фаза као бескорисна у стварном животу.
Мобилност студената међу универзитетима традиционално се обесхрабрује и стога држи на веома ниском нивоу; нема знакова да ће формално прихватање Болоњског процеса помоћи студентима који траже боље образовање. Коначно, док је петогодишња специјалистичка обука раније била бесплатна за све студенте, нова МСц/МА фаза није. Смена приморава ученике да плате оно што је претходном часу било бесплатно; трошак је неизбежан јер се сама диплома БСц/БА сматра бескорисном. Заговорници Болоњског процеса тврде да су последње године специјалистичког програма биле формалне и бескорисне: академски распореди су били опуштени и незахтевни, омогућавајући студентима да раде негде другде. Смањење петогодишњег специјалистичког програма на четворогодишњи БСц/БА неће смањити стварни академски садржај већине ових програма.

## Постдипломски нивои
Структура постдипломских диплома до сада је задржала свој јединствени совјетски образац успостављен 1934. године. Систем прави разлику између научних диплома, који доказују лична постдипломска достигнућа у научном истраживању, и сродних, али одвојених академских титула, који доказују лична достигнућа у универзитетском образовању.
Постоје два узастопна постдипломска звања : кандидат наук (кандидат наука) и доктор наук (доктор наука). Оба су сертификат о научним, а не академским достигнућима, и морају бити поткријепљени оригиналним/новим научним радом, доказаним публикацијама у рецензираним часописима и дисертацијом одбрањеном пред вишим академским одбором. Звања издаје Виша атестациона комисија Министарства просвете. Диплома се увек додељује у једној од 23 унапред одређене области науке, чак и ако основно достигнуће припада различитим областима. Тако је могуће бранити два степена кандидата независно, али не истовремено; доктор у једној области може бити и кандидат у другој области.
Кандидат наука се може остварити у оквиру универзитетског окружења (када се универзитет бави активним истраживањем у изабраној области), специјализованих истраживачких установа или у оквиру истраживачко-развојних јединица у индустрији. Типичан пут кандидата наук од пријема до дипломе траје 2–4 године. Рад у дисертацији треба да садржи решење постојећег научног проблема, или практичан предлог са значајним економским или војним потенцијалом. Назив се често сматра еквивалентним западном докторату, иако се може разликовати у зависности од области студирања и можда се не сматра таквим изван Русије, већ као значајнијим степеном.
Доктор наука, следећа фаза, подразумева постизање значајних научних резултата. Ова титула се често изједначава са немачком или скандинавском хабилитацијом. Рад у дисертацији треба да сумира истраживања аутора која резултирају теоријским исказима који се квалификују као ново откриће, или решење постојећег проблема, или практични предлог са значајним економским или војним потенцијалом. Пут од кандидата до доктора обично траје 10 година посвећене истраживачке активности; један од четири кандидата достиже ову фазу. Систем подразумева да кандидати морају да раде у свом истраживачком пољу пуно радно време; међутим, дипломе из друштвених наука се рутински додељују активним политичарима.
Академска звања доцента и професора издају се активним универзитетским радницима који су већ стекли звање кандидата или доктора; правила прописују минимални период боравка, ауторство утврђених уџбеника за учење у њиховој изабраној области и менторство успешним постдипломским приправницима; за професоре уметности важе посебна, мање формална правила.
Војно последипломско образовање радикално испада из стандардне шеме. Обухвата курсеве војне академије и адјунктуру (рус. адъюнктура). За разлику од својих западних имењака, руске војне академије су постдипломске институције које спроводе програме напредне обуке за официре. Полагање академског курса не резултира експлицитно именованим степеном и омогућава дипломцу да пређе на одређени ниво командовања (еквивалент команданту батаљона и више). Адјунцтура је војни аналог цивилних постдипломских школа, који омогућавају официрима да стекну академски степен кандидата војних наука и буду постављени на наставна и научна звања у војнообразовним и научноистраживачким установама.

## Досег науке
1. јуна 2021. године ступио је на снагу Федерални закон од 5. априла 2021. № 85-ФЗ „О изменама и допунама Савезног закона „О образовању у Руској Федерацији“. Овим законом утврђује се концепт теренске активности : то је активност која спроводи ванобразовне програме, која има за циљ ширење знања и искуства, формирање вештина, вредности и компетенција, у циљу интелектуалног, духовном и моралном, стваралачком, физичком и (или) професионалном развоју појединца и задовољавању образовних потреба појединца. Начин, услове и модалитете спровођења теренске активности, као и поступак контроле те активности прописује Влада Русије. Оутреацх активност могу да обављају јавне и локалне власти и физичка и правна лица која су закључила уговоре са образовним установама по редоследу који одреди Влада Русије. Иако су се Руска академија наука и бројна културно-просветна друштва противили овом закону, га је усвојила Државна дума, одобрио Савет Федерације и потписао председник Русије Владимир Путин.
Према научницима, популаризаторима науке, просветним радницима, правницима, овај закон, у ствари, успоставља претходну цензуру готово свих начина размене знања и уверења, супротно члановима 19. и 29. Устава Русије. Према ауторима, закон има за циљ да заштити руске грађане од антируске пропаганде.

## Владина пропаганда
The Moscow Times је 21. маја 2020. известио да је руски председник Владимир Путин уложио још један напор да уведе „патриотске лекције“ за руске студенте. Након руске инвазије на Украјину, руска влада је повећала своје напоре да уведе „патриотско образовање“ у школе. Министар просвете Сергеј Кравцов је један од архитеката часова Важних разговора, који покривају различите теме из перспективе руске владе, као што су национални идентитет, патриотизам, традиционалне вредности и светски догађаји. Асошиејтед прес је известио да су неки родитељи били шокирани милитаристичком природом часова Важних разговора, а неки су их упоређивали са „патриотским образовањем“ бившег Совјетског Савеза. Полиција је истражила неке руске ученике и њихове родитеље или им је претило искључење због одбијања да похађају часове Важних разговора. Путин је био домаћин инаугурационе лекције са одабраним студентима у руској ексклави Калињинград 1. септембра 2022.